# Belsősárd
Belsősárd is een plaats (község) en gemeente in het Hongaarse comitaat Zala. Belsősárd telt 118 inwoners (2001).